# Pimpinella likiangensis
Pimpinella likiangensis är en flockblommig växtart som beskrevs av Minosuke Hiroe. Pimpinella likiangensis ingår i släktet bockrötter, och familjen flockblommiga växter. Inga underarter finns listade i Catalogue of Life.